# La doncella bienaventurada (réplica)
La doncella bienaventurada (The Blessed Damozel) es un óleo sobre lienzo de 1879 obra de Dante Gabriel Rossetti exhibido en la Lady Lever Art Gallery. Este cuadro constituye la única réplica del original, pintado también por Rossetti entre 1875 y 1878.

## Historia

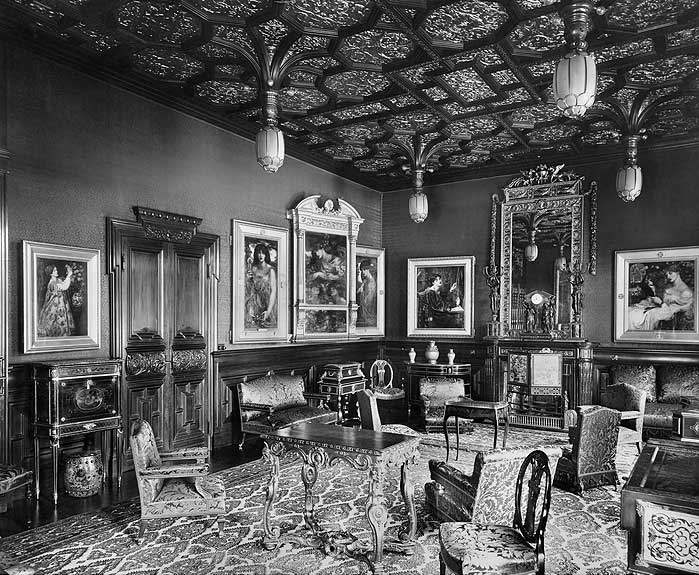
Sala de dibujo de Frederick Richards Leyland en 1892 (fotografía de Harry Bedford Lemere). De izquierda a derecha pueden observarse las siguientes obras: Monna Rosa, Mnemósine, La doncella bienaventurada, Proserpina, Veronica Veronese y Lady Lilith.

La pintura, adquirida a principios de 1881 por el magnate naviero Frederick Richards Leyland, fue vendida por un valor de 1.029 libras a Mrs. O'Brien (posteriormente Lady Inchiquin) en la subasta del patrimonio de Leyland celebrada por Christie's el 28 de mayo de 1892. En lo que respecta al historial de exposiciones, la obra fue exhibida por primera vez en el Burlington Fine Arts Club en 1883; en la New Gallery en 1897; en la Franco-British Exhibition de París en 1908; en Port Sunlight en 1948; nuevamente en París en 1972; en la Royal Academy of Arts en 1973; y en Róterdam y París en 1976.

## Elaboración
La obra, con un coste de 500 libras, fue adquirida por Leyland en sustitución de una pintura comisionada años antes la cual nunca había llegado a ser ejecutada y por la que el magnate había pagado 840 libras. Cuando se inició la construcción de la sala de dibujo de la residencia de Leyland, la réplica de la obra, de un tamaño inferior a la pintura original, todavía se hallaba en proceso de elaboración. En una carta fechada el 27 de abril de 1879, Rossetti afirmó haber estado trabajando en tres cuadros, entre ellos la réplica de La doncella bienaventurada. En una carta fechada en noviembre del mismo año y dirigida a Jane Morris, el pintor mostró su preocupación ante el hecho de que la obra aún no se hubiese vendido, siguiendo sin comprador en junio de 1880. En una carta, Leyland declaró que tras haberlo meditado, finalmente no podía adquirir la pintura, afirmando no obstante que había invertido tanto dinero en cuadros que no le importaba gastar más, dejando clara su intención de llenar su sala de dibujo con obras de arte.
Por aquel entonces Rossetti se hallaba inmerso en la finalización del cuadro La Pia de Tolomei para Leyland, siendo incapaz de terminar la pintura de un héroe, también comisionada por Leyland. El 11 de octubre de 1880, el magnate escribió:

¿Cómo va con la pintura del Héroe? No me parece que esté totalmente satisfecho con ella y me temo no es una obra de amor para usted. ¿Qué le parece si me deja tener la Doncella Bienaventurada en su lugar? Estaría dispuesto a pagarle algo más; pero considere que ya ha tenido 840 libras. Sugiero esto ya que realmente quiero un cuadro a la vez que termino mi sala de dibujo y este y La Pia llenarán todo el espacio de la pared que he dejado...

Alrededor de una semana después, Rossetti escribió:

Debería haber respondido antes a su nota anterior, pero no vi mi camino hacia la propuesta, de la cual puede hablar, si lo desea, cuando nos reunamos... (La Pia) sin duda procederá rápidamente a un final; y en el acabado necesitaré el marco. ¿Quiere que se lo pida a Ford (sic) & Dickinson, quienes son las únicas personas cuyo trabajo da una satisfacción?

El 30 de enero de 1881, Rossetti escribió a Frederic Shields: «...¡Leyland estuvo
hoy aquí otra vez y parece probable que compre la Doncella Bienaventurada!». Al día siguiente, el magnate le envió un cheque por 500 libras en pago por el cuadro, insistiendo en su voluntad de tener tanto esta pintura como La Pia de Tolomei lo antes posible. Sumando al valor de la pintura del héroe nunca ejecutada las 500 libras pagadas por la réplica de La doncella bienaventurada, esta tuvo un coste
total de 1.340 libras, un precio superior al valor por el que fue vendida la pintura original (1.157 libras).

## Poema
La doncella bienaventurada constituye uno de los poemas más célebres de Rossetti, publicado por primera vez en 1850 en el periódico prerrafaelita The Germ. Las
cuatro primeras estrofas del poema, en las cuales se inspiran tanto la réplica como la pintura original, figuran inscritas en la base del marco de esta última:

The blessed damozel leaned out

From the gold bar of Heaven;
Her eyes were deeper than the depth
Of waters stilled at even;
She had three lilies in her hand,
And the stars in her hair were seven.

Her robe, ungirt from clasp to hem,
No wrought flowers did adorn,
But a white rose of Mary's gift,
For service meetly worn;
Her hair that lay along her back
Was yellow like ripe corn.

Herseemed she scarce had been a day
One of God's choristers;
The wonder was not yet quite gone
From that still look of hers;
Albeit, to them she left, her day
Had counted as ten years.

(To one, it is ten years of years.
. . . Yet now, and in this place,
Surely she leaned o'er me—her hair
Fell all about my face. . . .
Nothing: the autumn fall of leaves.
The whole year sets apace.)
La doncella bienaventurada se inclinó

Sobre la baranda de oro del Cielo;
Sus ojos eran más profundos que el abismo
De aguas aquietadas al atardecer;
Tenía tres lirios en la mano,
Y las estrellas de su pelo eran siete.

A su vestido, suelto desde el broche al dobladillo,
Ninguna flor adornaba,
Excepto una rosa blanca regalo de María,
Llevada convenientemente para el oficio;
El cabello que caía a lo largo de su espalda
Era amarillo como el trigo maduro.

Parecía que ella apenas había sido un día 
Una de las coristas de Dios;
El asombro aún no se había ido del todo 
De su tranquila mirada;
Aunque, para aquellos a quienes ella dejó, su día
Había contado como diez años.

(Para uno, son diez años de años.
. . . Sin embargo, y en este lugar,
Ella seguramente se inclinó sobre mí—su cabello
Caía sobre mi rostro. . . .
Nada: la caída otoñal de las hojas.
El año entero pasa veloz.)

## Diferencias respecto a la pintura original
Respecto a las principales diferencias entre la réplica y el original, además del tipo
de marco, con medallones en la pintura original y de estilo barroco en la réplica, destacan la sustitución en esta última del grupo de amantes situado al fondo en el original por tres querubines, así como la eliminación de uno de los ángeles situados bajo la doncella, habiendo tres en la pintura original y dos en la réplica.